# Veit Harlan
Veit Harlan (22 de setembro de 1899, Berlim, Alemanha – 13 de abril de 1964, Capri, Itália) foi um ator e diretor alemão.

## História
Tornou-se particularmente famoso ao realizar o filme de propaganda anti-semita encomendado pelo ministro da propaganda Nazi, Joseph Goebbels. O fato de ter realizado esse filme valeu-lhe desde então uma reputação polêmica. Finada a Segunda Guerra Mundial, Harlan foi acusado pelas novas autoridades democráticas de ter contribuído com a sua obra para o anti-semitismo Nazi. O procurador do estado no primeiro julgamento, em 1949/1950, pediu a sua prisão por dois anos e o pagamento de uma coima igual ao montante que ele recebeu de Goebbels para a realização do filme. A sentença, porém ilibou-o de qualquer culpa, alegando não haver uma ligação direta e comprovada entre a propaganda Nazi e os crimes cometidos pelo Nazismo. Houve recurso e vários julgamentos, mas Harlan seria ilibado de todas as acusações por falta de provas.